# Efter tre
Efter tre var ett aktualitets- och samhällsprogram som sändes i Sveriges Radio 1987–2005 och som i många år leddes av Ulf Elfving. Efter honom var även Olle Stenholm, Lotta Bromé, Camilla Kvartoft och Patrik Peter programledare. Efter tre sändes först i Sveriges Radio P3 1987–1993 och sedan i Sveriges Radio P4 1994–2005. Programmet ersattes av P4 Extra som sänds måndag–torsdag i P4 mellan kl 13.05 och 15.00  

## Sändningstider och kanaler
- 1987–1992: P3, vardagar 15.05–18.00
- 1993: P3, vardagar 14.03–16.00 (då programmet följaktligen hette Efter två)
- 1994–2005: P4, vardagar 15.03–16.00
- Efter Tres 15 årsjubileum den 28 september 2002 sändes från klockan 15:03–16:45
- Sista sändningen den 14 januari 2005 sändes Efter tre från klockan 15:03–16:45